# Ramón Perelló y Ródenas
Ramón Perelló y Ródenas (La Unión, Región de Murcia, 1903 - Madrid, 1978) fue un poeta español y letrista de canción folclórica española.

## Biografía
Tras estudiar Latín y Humanidades en el Seminario Mayor de San Fulgencio de Murcia, volvió a su ciudad natal y se enroló como meritorio en la troupe del Circo Royal Villani, que lo llevó a Madrid. Allí decide desarrollar su talento como poeta y letrista de temas folclóricos andaluces. En la bohemia Madrid de los años 1930 se asocia con el músico sevillano Juan Mostazo Morales, con quien crea su primer gran éxito, el pasodoble Mi jaca. La copla fue estrenada por la popular Estrellita Castro en el Coliseum de Madrid, en 1933. Tras esto, de su colaboración con Mostazo nacieron otros populares títulos como La bien pagá, Falsa monea, Échale guindas al pavo o Los piconeros.
En 1936, el cine sonoro presta apoyo al auge folclorista de la época. Perelló es reclamado para componer las letras de la cinta Morena Clara, en la que Imperio Argentina canta las principales romanzas. La mítica actriz cantaría varias de sus composiciones, algunas de ellas parafraseadas en las versiones al alemán, ya que las cintas se rodaban en los estudios de la Universum Film AG de Berlín. 
En 1937, ya en curso la guerra civil española, Perelló decide volver a sus lares levantinos. De espíritu libertario y anarquista, en Cartagena colabora con el periódico Cartagena Nueva, órgano de la Federación Comarcal de Sindicatos Únicos de la CNT, desde cuya sección literaria fustigaba con su sátira a militares e intelectuales del bando sublevado. Más tarde, como seguidor de la causa republicana, en mayo de 1938 está en Alicante con la representación de El refugiado, obra de Miguel Hernández, y en la celebración de los trece puntos de Negrín en el Teatro Principal de aquella ciudad.
Curiosamente, también el cine oficial franquista requería su creación. En 1938, sus letras y músicas forman la banda sonora de películas dirigidas por Florián Rey con actores españoles y producidas en los estudios cinematográficos alemanes.
Con todo, acabada la Guerra Civil fue detenido, sufriendo cárcel durante cinco años en los penales de Yeserías y Carabanchel, entre otros. Escribió en la cárcel. Dejó varios libros de poesía, inéditos hasta hoy, en la línea de los letristas poetas cual Rafael de León, inspirados por el Romancero gitano de Federico García Lorca. 
Salido de la cárcel hacia 1944 se reintegra a su vocación de letrista y músico. Se asocia entonces al maestro Genaro Monreal. Trabaja una vez más para el cine, arte que convierte en inmediato éxito popular cuanto Perelló produce. Escribe también anuncios musicales, como el famoso La tableta Okal. Tras una intensa carrera durante la década de los años cincuenta y sesenta, llegó a ser uno de los artistas que más recaudaban por derecho de autor. De esa época dantan éxitos como Adiós a España o Soy minero, cantados ambos por Antonio Molina.
Con posterioridad, Pedro Almodóvar recuperó sus letras cuando él mismo interpretó con Fabio McNamara La bien pagá en ¿Qué he hecho yo para merecer esto? de 1984.
Aparte de las célebres figuras del pasado (Miguel de Molina, Estrellita Castro, Imperio Argentina, Lola Flores, Antonio Molina, Sara Montiel, etc.) que interpretaron sus temas, también Penélope Cruz canta uno de ellos en La niña de tus ojos, cinta que precisamente revive la época en que los artistas españoles se veían precisados a rodar en los platós de la Alemania nazi.

## Canciones (selección)
- «Mi jaca» (música de Juan Mostazo).
- «La bien pagá» (música de Mostazo).
- «Échale guindas al pavo» (música de Mostazo).
- «Soy minero» (música de Daniel Montorio).